# Фёрниволл, Фредерик Джеймс
Фредерик Джеймс Фёрниволл (4 февраля 1825 – 2 июля 1910) ― британский филолог, получивший известность в качестве создателя Нового Оксфордского словаря. Фёрниволл основал ряд научных обществ по изучению старинной английской литературы, проделал огромную редакторскую работу, отредактировав, в частности, Кентерберийские рассказы Джеффри Чосера. Фредерик Фёрниволл был одним из основателей Лондонского рабочего колледжа.

## Ранние годы
Фредерик Джеймс Фёрниволл родился Эгаме, в Суррее 4 февраля 1825 года. В Суррее Фёрниволлы были старинным родом. Некто Джейн Фонифолл обвинялась в 1581 году и в 1586 году в нонконформизме. Однако родство между этой леди и Фредериком Фёрниволлом является сомнительным. Известно, что Фёрниволлы приехали в Англии вместе с Вильгельмом Завоевателем. Фёрниволлы были зажиточными йоменами в Чешире.
Дед Фредерика Джеймса Фёрниволла, оскорбив своих родителей мезальянсом, был вынужден покинуть родительский дом. обосноваться в Хемел-Хемпстеде в Хартфордшире. В Хартфордшире предок филолога организовал производство по плетению соломы. Отец Фёрниволла был военным врачом, однако по просьбе жены уволился из армии.
10 февраля 1823 года Джордж Фёрниволл, отец филолога, женился на Софии Баруэлл. В этом браке родилось девять детей: четыре дочери и пять сыновей. Фредерик Фёрниволл был самым старшим сыном. Врачебная практика Фёрниволла в Эгхаме была довольно успешной, поэтому он смог основать частный приют для душевнобольных. Хирург Фёрниволл оставил себя 200 000 £, значительную в то время сумму.
Детство Фредерика Фёрниволла было счастливым. Он имел возможность бродить по Суррею, кататься на своём пони по Эгхэму, Марлоу и Виндзору. В 1831 году будущий учёный пошёл в школу. Изначально он учился в школе Энгфильд-Грин, потом перешёл в школу в Тёрнхэм-Грин, и лишь затем перевёлся в школу в Хэнвилле. Здесь получил полноценное среднее образование. Фёрниволлу хорошо давались языки. Он хорошо успевал по богословию и хореографии.
В 1841 году Фредерик Фёрниволл поступает в Университетский колледж Лондона. В этом высшем учебном заведении он изначально изучал немецкий язык, химию, математику, древнегреческий язык, историю и натурфилософию. В этот период своей жизни Фредерик Джеймс Фёрнивлл также штудирует Библию, слушал христианских проповедников, записывал их проповеди, вёл споры о политике и богословии со своими товарищами. С этого периода у него появляется интерес к социальной истории. Будучи студентом, Фёрниволл часто посещает родительский дом, навещает родителей в праздничные дни.
В июле 1842 года Фёрниволл сдавал университетские вступительные экзамены в Сомерсет-хаусе. Сдал он их в числе лучших, поэтому получил шестнадцать гиней. Затем Фёрниволл навестил Беллендена Керра, друга своего отца. Керр посоветовал Фёрниволлу поступить в Тринити-колледж Кембриджского университета. Доктор Ле Блан, руководивший этим колледжем, был другом Керра.

## Новое шекспировское общество
В 1875 году Фредерик Фёрниволл организовал Новое шекспировское общество, целью которого было издание текстов Шекспира, изучение его творчества. Фёрниволл считал вопиющем фактом отсутствие полной творческой биографии Шекспира. Фёрниволл считал вклад Гервинуса в шекспироведение довольно весомым. Фредерик Джеймс Фёрниволл настаивал на хронологическом изучении творчества поэта, так как считал этот метод единственно верным.
Председателем нового общества был назначен Роберт Браунинг. Также было назначено 66 его заместителей.